# Pojezierze Fińskie

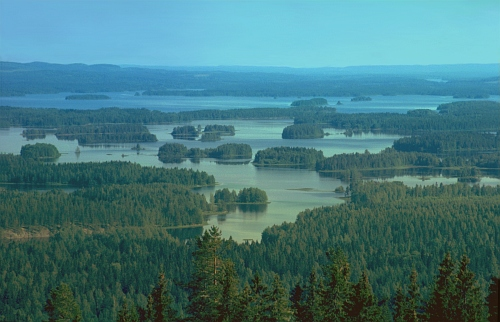
Krajobraz Pojezierza Fińskiego

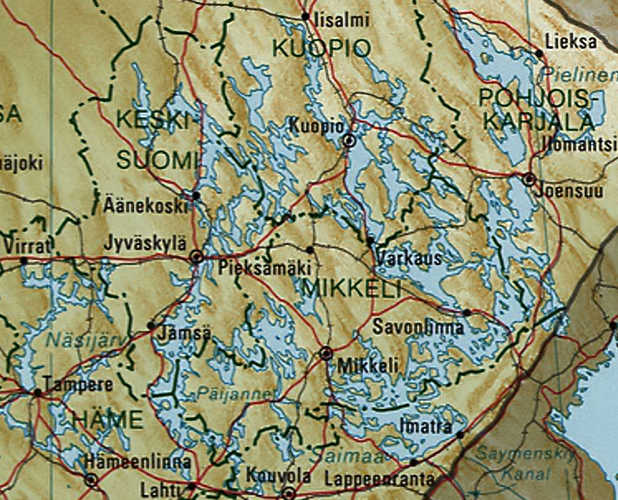
Mapa Pojezierza Fińskiego

Pojezierze Fińskie (fiń. Järvi-Suomi, szw. Insjöfinland) – obszar polodowcowy w południowej Finlandii, ograniczony od północy i południa wałami moren czołowych Salpausselkä. Obszar ten to wysoczyzna (do 355 m), na której znajduje się blisko 55 tysięcy jezior, m.in. Saimaa (czwarte co do wielkości w Europie, największe w Finlandii), Päijänne, Pielinen, Kallavesi. Występują tam krótkie, bogate w wodę rzeki (na przykład: Vuoksi, Kymijoki, Kokemäenjoki) z licznymi bystrzami i wodospadami. Przeważające formacje drzewne to lasy świerkowe i sosnowe, w związku z czym główną gałęzią gospodarki jest przemysł drzewny. Największe miasta Pojezierza Fińskiego to: Tampere, Jyväskylä, Kuopio, Lahti i Hämeenlinna.
Środkową część kraju zajmuje płaskowyż Pojezierza Fińskiego, na który składają się trzy prowincje, od zachodu licząc: Häme (szw. Tavastland), Savo (szw. Savolax) i Karelia (fiń. Karjala). Obszar ten określa się jako Järvi-Suomi (fiń. järvi – jezioro). Wody śródlądowe zajmują tu ponad 25% powierzchni, w krajobrazie dominuje woda, a kręte naturalne groble – harju – dzielące jeziora, dodają mu szczególnego uroku. Lasów jest również więcej niż na Nizinach Nadmorskich; pokrywają one 75-80% powierzchni.